# Hermann Mayer Salomon Goldschmidt

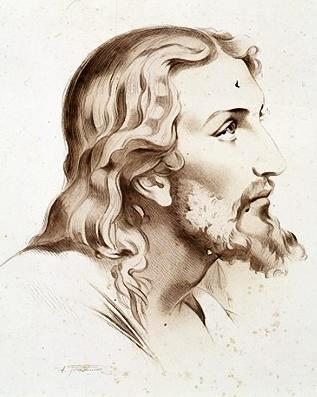
Trabalho em nanquim de Hermann Mayer Salomon Goldschmidt, Pinacoteca do Estado de São Paulo.

Hermann Mayer Salomon Goldschmidt (Frankfurt am Main, 17 de junho de 1802 — Fontainebleau, 26 de abril de 1866)
foi um astrônomo e pintor alemão que passou muito tempo de sua vida na França.

## Vida
Nasceu em Frankfurt am Main, filho de um comerciante judeu. Ele foi para Paris para estudar arte e pintou alguns quadros antes de voltar suas atenções para a astronomia.
Em abril de 1861 anunciou a descoberta da nona lua de Saturno, entre Titã e Hiperião, que chamou de "Chiron". Porém se enganou: esta lua não existia. Hoje, "Chiron" é o nome de um objeto completamente diferente, o raro cometa/asteróide 2060 Chiron.
Foi galardoado com a Medalha de Ouro da Royal Astronomical Society em 1861
. Goldschmidt, uma cratera na Lua recebe esse nome em sua homenagem, assim como o asteroide 1614 Goldschmidt.
| 21 Lutetia   | 15 de novembro de 1852 |
| 32 Pomona    | 26 de outubro de 1854  |
| 36 Atalante  | 5 de outubro de 1855   |
| 40 Harmonia  | 31 de março de 1856    |
| 41 Daphne    | 22 de maio de 1856     |
| 44 Nysa      | 27 de maio de 1857     |
| 45 Eugenia   | 27 de junho de 1857    |
| 48 Doris     | 19 de setembro de 1857 |
| 49 Pales     | 19 de setembro de 1857 |
| 52 Europa    | 4 de fevereiro de 1858 |
| 54 Alexandra | 10 de setembro de 1858 |
| 56 Melete    | 9 de setembro de 1859  |
| 61 Danaë     | 9 de setembro de 1860  |
| 70 Panopaea  | 5 de maio de 1861      |